# Columnea lepidocaula
Columnea lepidocaula är en tvåhjärtbladig växtart som beskrevs av Johannes von Hanstein. Columnea lepidocaula ingår i släktet Columnea och familjen Gesneriaceae. Inga underarter finns listade i Catalogue of Life.

## Bildgalleri

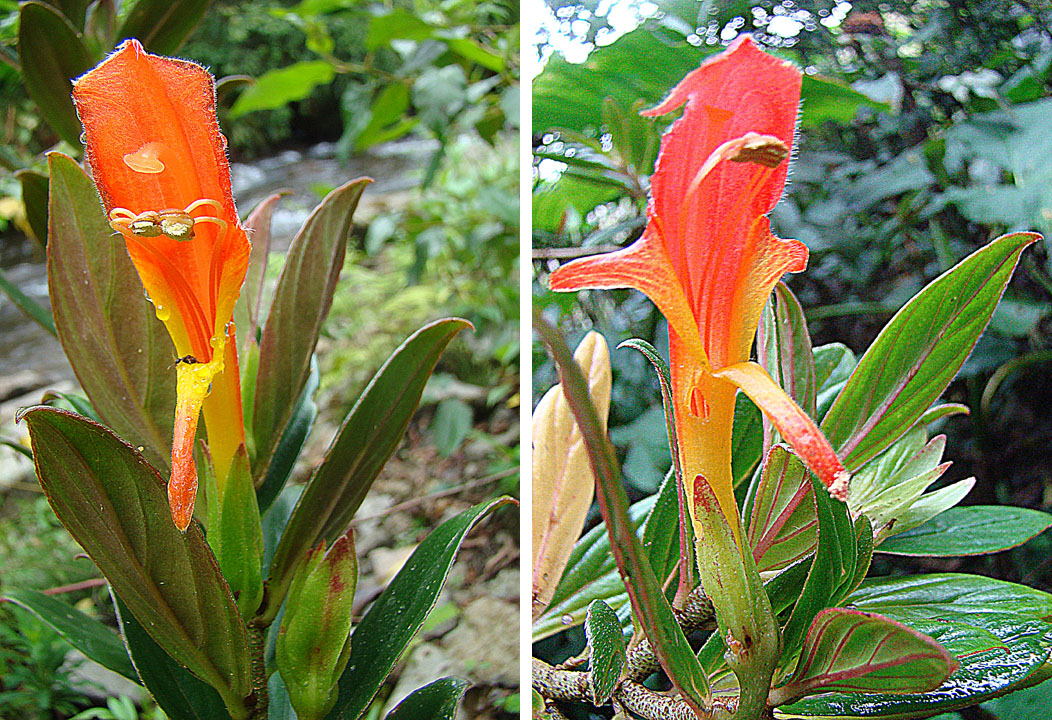
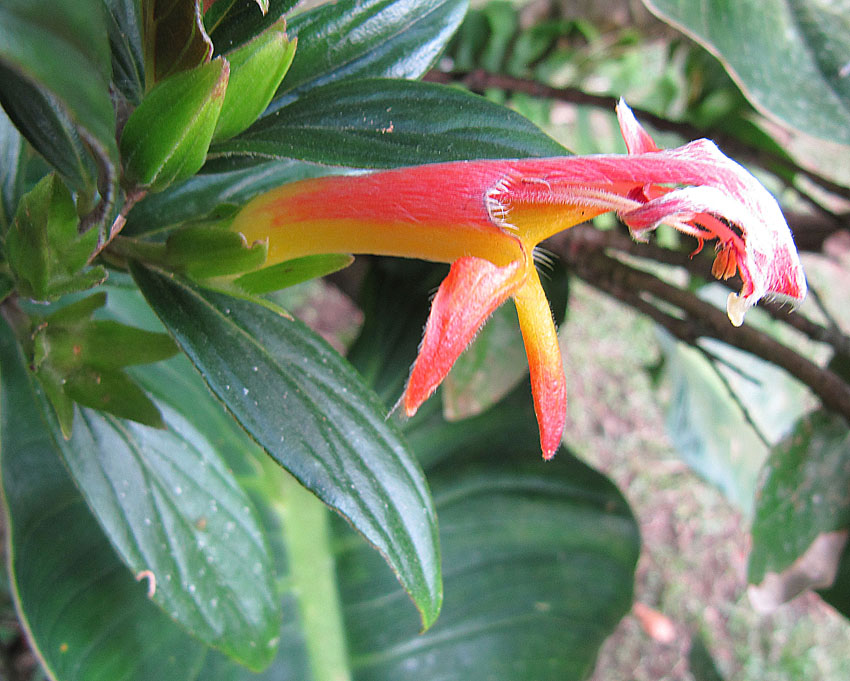